# Kuningas lähtee Ranskaan
Kuningas lähtee Ranskaan is de derde opera van Aulis Sallinen.
Het werk ontstond na een opdracht van het Operafestival van Savonlinna, Covent Garden en BBC. Inspiratie vond Sallinen in een hoorspel van Paavo Haavikko, uitgezonden in 1974. Het zou daarbij gaan om een soort sprookje voor volwassenen. Sallinen schreef zelf het definitieve libretto en kreeg daar achteraf pas de goedkeuring van de originele schrijver voor. De koning trekt op naar Frankrijk is niet gesitueerd in een bepaald tijdvak. De wereld bevindt zich aan de vooravond van een ijstijd. De verhaallijn vindt haar basis in de middeleeuwen, de Honderdjarige Oorlog. De koning trekt op naar Frankrijk, kroniek voor theater van de naderende ijstijd laat de winnende Engelse koning (in werkelijkheid Eduard III van Engeland) naar Frankrijk vluchten, aangezien zijn land vanuit het noorden bedolven wordt onder het oprukkende ijs. Hij gaat daarbij vergezeld  van een uitgebreide huishouding van vier aanstaande vrouwen en de eerste minister. Sallinen rondde het werk af rond 25 april 1983.
De première vond plaats onder leiding van Okko Kamu op 7 juli 1984 tijdens het operafestival van Savonlinna, mocht daar terugkomen in 1985 en 1986, trok vervolgens naar Kiel (1986) en Santa Fe (New Mexico). Pas in 1987 was het in Londen te zien (in een Engelse versie). Sallinen zag zijn beste werk tot dan toe (volgens hemzelf) de gemoederen flink wakker geschud. Het geheel maakte indruk vanwege de opvallende kleuren en de kostuums, alsmede het decor. Van het werk werd een Engelse versie gemaakt, waarbij tevens flink in de tekst en muziek geschrapt werd. De componist was het daar niet mee eens.
Sallinen schreef het werk zodanig dat er een groot ensemble nodig is om het uit te voeren. Er is benodigd
- 10 solorollen
- gemengd koor
- 3 dwarsfluiten (waarvan II en III ook piccolo), 3 hobo’s , 3 klarinetten (II en III ook basklarinet), 3 fagotten (III ook contrafagot)
- 4 hoorns, 3 trompetten, 3 trombones, 1 tuba
- pauken, 5 man/vrouw percussie, harp, celesta
- violen, altviolen, celli, contrabassen
- buiten het podium: 3 trompetten en percussie